# Fedoriwka (rejon kupiański)
Fedoriwka (ukr. Федорівка) – wieś na Ukrainie, w obwodzie charkowskim, w rejonie kupiańskim. W 2001 liczyła 120 mieszkańców, spośród których 109 posługiwało się językiem ukraińskim, 6 rosyjskim, a 5 innym.